# Gilbran Asfora
Gilbran Gaudêncio Asfora (Campina Grande, 28 de março de 1964) é um advogado e político brasileiro, que foi deputado estadual da Paraíba na década de 1990.

## Carreira política
Filho do ex-deputado, advogado e poeta Raimundo Asfora e de Zélia Gaudêncio Asfora, Gilbran iniciou a carreira política em 1988, quando foi candidato a vereador nas eleições municipais pelo PMDB, aos 24 anos. Com 1.034 votos, não conseguiu se eleger. Em 1990, concorreu a uma vaga na Assembleia Legislativa pelo mesmo partido, ficando com 6.952 votos e obtendo uma suplência.
Ausente da eleição de 1992, voltaria a disputar um cargo eletivo 2 anos depois, novamente como candidato a deputado estadual. Com 12.018 votos (maior parte vindos de Campina Grande, Pocinhos e Alagoa Nova), ficou em 31º lugar entre os deputados estaduis eleitos. Em  1998, tentou a reeleição, sem sucesso (foram 11.714 votos recebidos).
Nas eleições de 2000, agora pelo PPB (atual Progressistas), recebeu 1.095 votos para vereador, porém não conseguiu uma vaga na Câmara Municipal. Em 2002 volta ao PMDB para tentar voltar à Assembleia Legislativa, porém renunciou à candidatura. Sem concorrer a nenhum mandato em 2004, 2006 e 2008, Gilbran filiou-se ao PRP em 2009 visando concorrer novamente a uma vaga na Assembleia Legislativa, mas não conseguiu registrar sua candidatura. Não disputou ainda a eleição municipal de 2012, embora chegasse a participar eventualmente no programa eleitoral de seu sobrinho, Raimundo Asfora Neto, que foi candidato a vereador no mesmo ano pelo PSD.
Em 2013, foi nomeado coordenador de Articulação Política da prefeitura de Campina Grande, se desligando do cargo em 2014 para concorrer novamente a deputado estadual pelo PTN (atual PTN), onde era presidente do diretório do partido em Campina Grande. Não conseguiu se eleger, obtendo 4.449 sufrágios. Em 2016, candidatou-se a vereador pelo PSC, e teve seu pior desempenho nas urnas, recebendo apenas 817 votos do eleitorado campinense.